# Galhinna
Galhinna (em cingalês: ගල්හින්න, pronunciado: [ɡalˈhinnə]; em tâmil: கல்ஹின்னை, pronunciado: [ɡalˈhinnaɪ]) é uma vila situada no distrito de Kandy, província central, Sri Lanka. A cidade está localizada a quase 3 quilômetros (2 milhas) de distância da cidade de Ankumbura e é cercada pelas aldeias de Ramakotuwa, Udagama, Bulugaha Ela, Welgala, Galkanada, Medilla, Alawatta, Bebilagolla, Kovila Muduna, Kandekumbera. Ele está localizado a 26 quilômetros (16 milhas) a noroeste de Kandy, a uma altitude de 675 metros (2.215 pés) acima do nível do mar e é um dos pontos mais altos de Kandy.

## Etimologia
O nome Galhinna é derivado do cingalês "gal" e "hena", que significa "cerca de pedra". O nome se refere às paisagens rochosas da região.